# (3255) Tholen

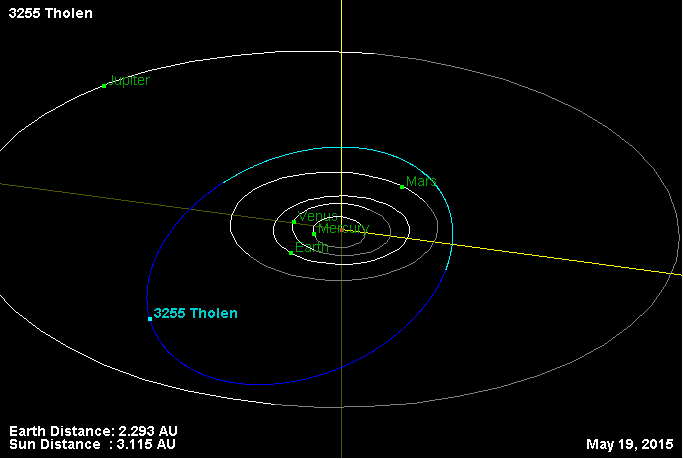

(3255) Tholen est un astéroïde de la ceinture principale aréocroiseur.

## Description
(3255) Tholen est un astéroïde aréocroiseur. Il présente une orbite caractérisée par un demi-grand axe de 2,37 UA, une excentricité de 0,36 et une inclinaison de 21,4° par rapport à l'écliptique.

## Compléments